# Алькудія-де-Монтеагуд
Алькудія-де-Монтеагуд (ісп. Alcudia de Monteagud) — муніципалітет в Іспанії, у складі автономної спільноти Андалусія, у провінції Альмерія. Населення — 144 особи (2010).
Муніципалітет розташований на відстані близько 380 км на південь від Мадрида, 47 км на північ від Альмерії.

## Демографія
Динаміка населення (INE ):